# SN 2011fo
SN 2011fo – supernowa typu II odkryta 1 września 2011 roku w galaktyce E400-G33. W momencie odkrycia miała maksymalną jasność 16,90m.